# Дуги мишић главе
Дуги мишић главе (лат. musculus longus capitis) је парни мишић врата, који је локализован испред вратног дела кичменог стуба и унутра у односу на скаленске (степеничасте) мишиће. То је најповршнији преткичмени мишић предње стране вратне мускулатуре.
Припаја се на доњем делу потиљачне кости и одатле се простире наниже и причвршћује на попречним наставцима од трећег до шестог вратног пршљена.
Инервисан је од стране предњих грана вратних живаца, а дејство ми је слично као код предњег правог мишића главе. Он при обостраној контракцији флексира главу унапред, док је при једностраном дејству обрће на своју страну.